# Zelotes pedimaculosus
Zelotes pedimaculosus är en spindelart som beskrevs av Tucker 1923. Zelotes pedimaculosus ingår i släktet Zelotes och familjen plattbuksspindlar.
Artens utbredningsområde är Namibia. Inga underarter finns listade i Catalogue of Life.